# Simon Zeloten
|  | Sammenskrivningsforslag Artiklen Simon Zeloten er foreslået føjet ind i Simon Zelotes. (Siden juli 2023) Diskutér forslaget |

 Der er for få eller ingen kildehenvisninger i denne artikel, hvilket er et problem. Du kan hjælpe ved at angive troværdige kilder til de påstande, som fremføres i artiklen.

Simon Zeloten er en af Jesus' 12 Disciple han nævnes dog kun i de fire apostellister. Han var en tidligere Zelot en der var medlem af den Jødiske Modstandsgruppe inden han blev valgt af Jesus i omkring År 29 e.Kr.